# Umeda
Umeda (梅田) est un quartier situé dans l'arrondissement de Kita-ku, dans la ville d'Ōsaka au Japon.

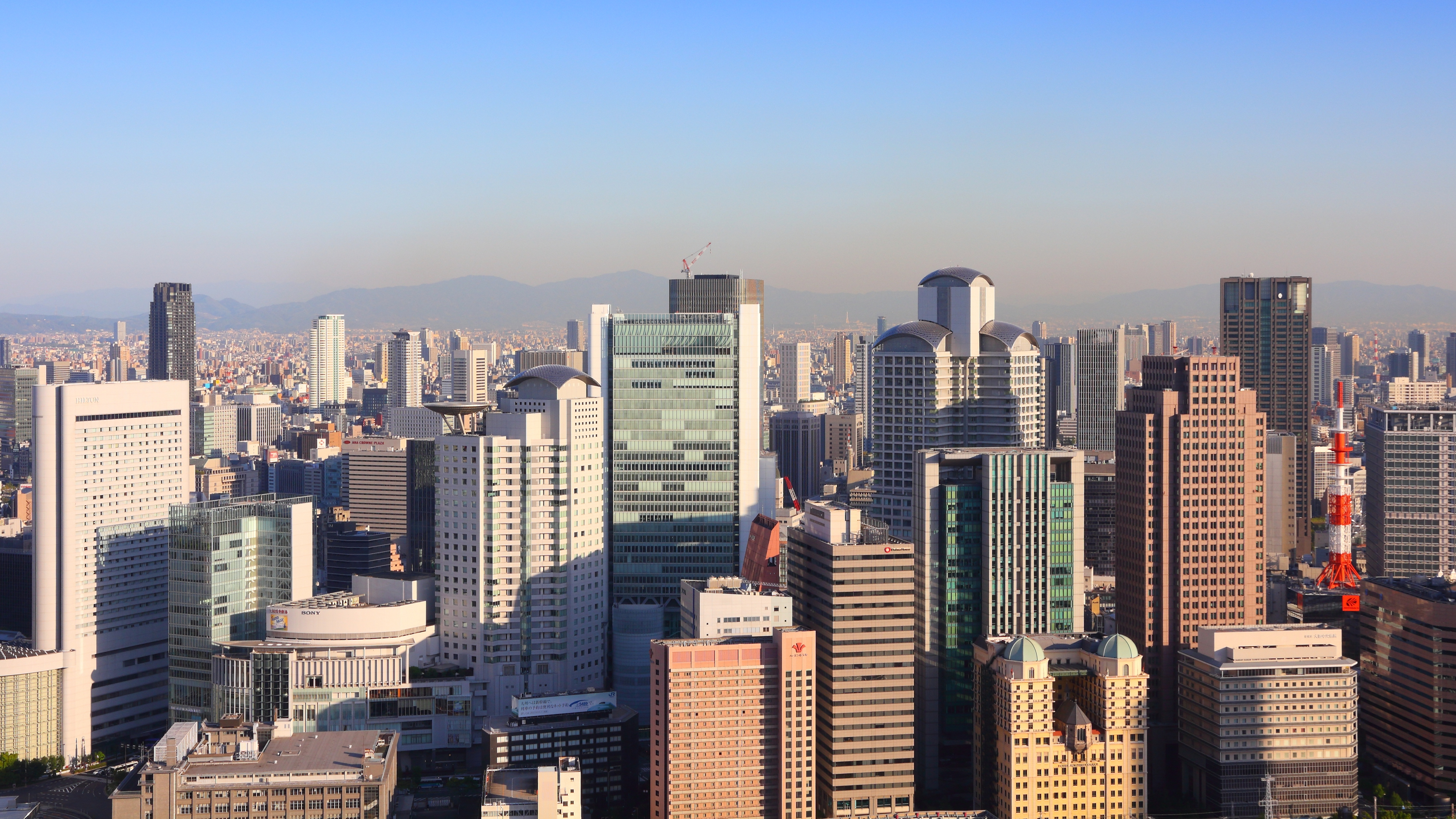
Vue depuis le Nord sur le quartier d'Umeda

Umeda est à la fois un hub de transport majeur ainsi qu'un grand centre administratif et commercial.
On estime que plus d'un million de personnes par jour passent par Umeda.

## Étymologie et histoire
Umeda était à l'origine une zone de champs cultivés et une nécropole, un des sept grands cimetières de la ville. À l'occasion de la construction de la gare d'Osaka en 1871, il a fallu enfouir ces champs, d'où le mot Umeda pour champs enfouis (埋田). Le gouvernement local décida par la suite de changer les kanjis, tout en conservant la même prononciation, afin de supprimer cette connotation négative : Umeda devint alors champs de pruniers (梅田).

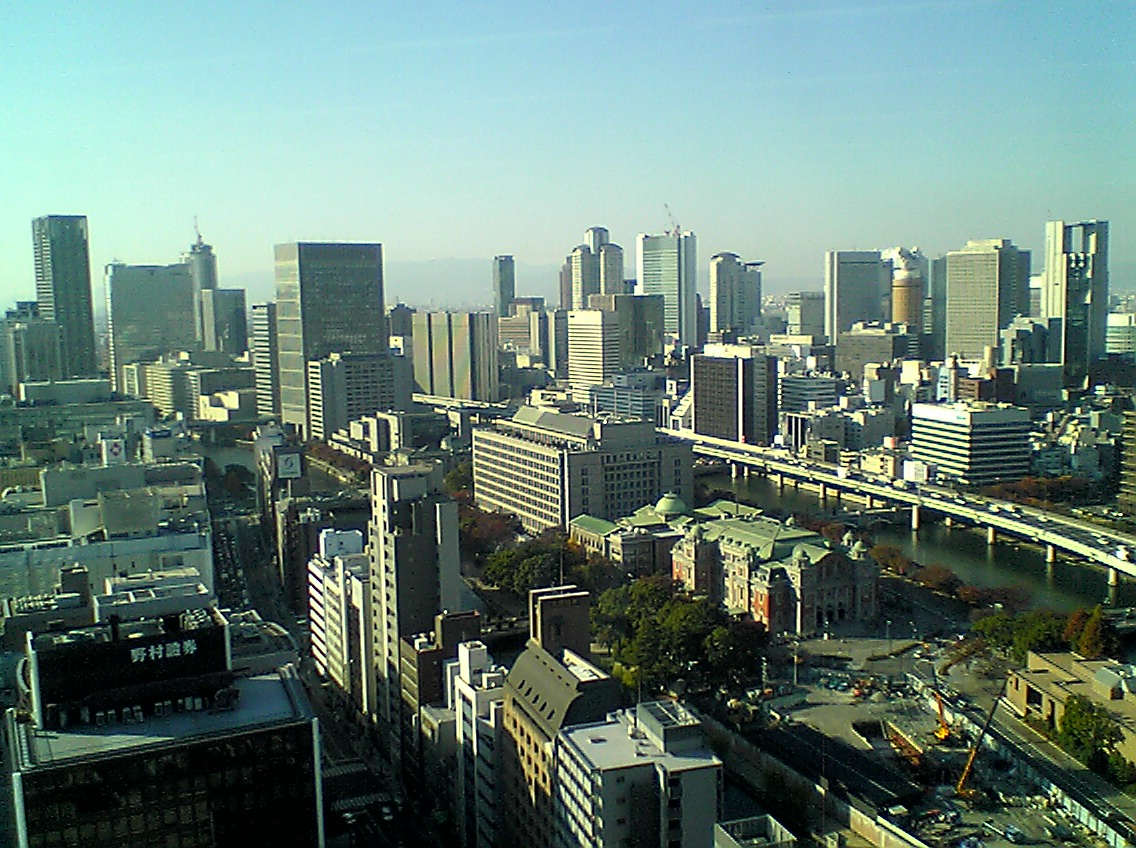
Vue depuis l'Est sur le quartier d'Umeda et Nakano-shima

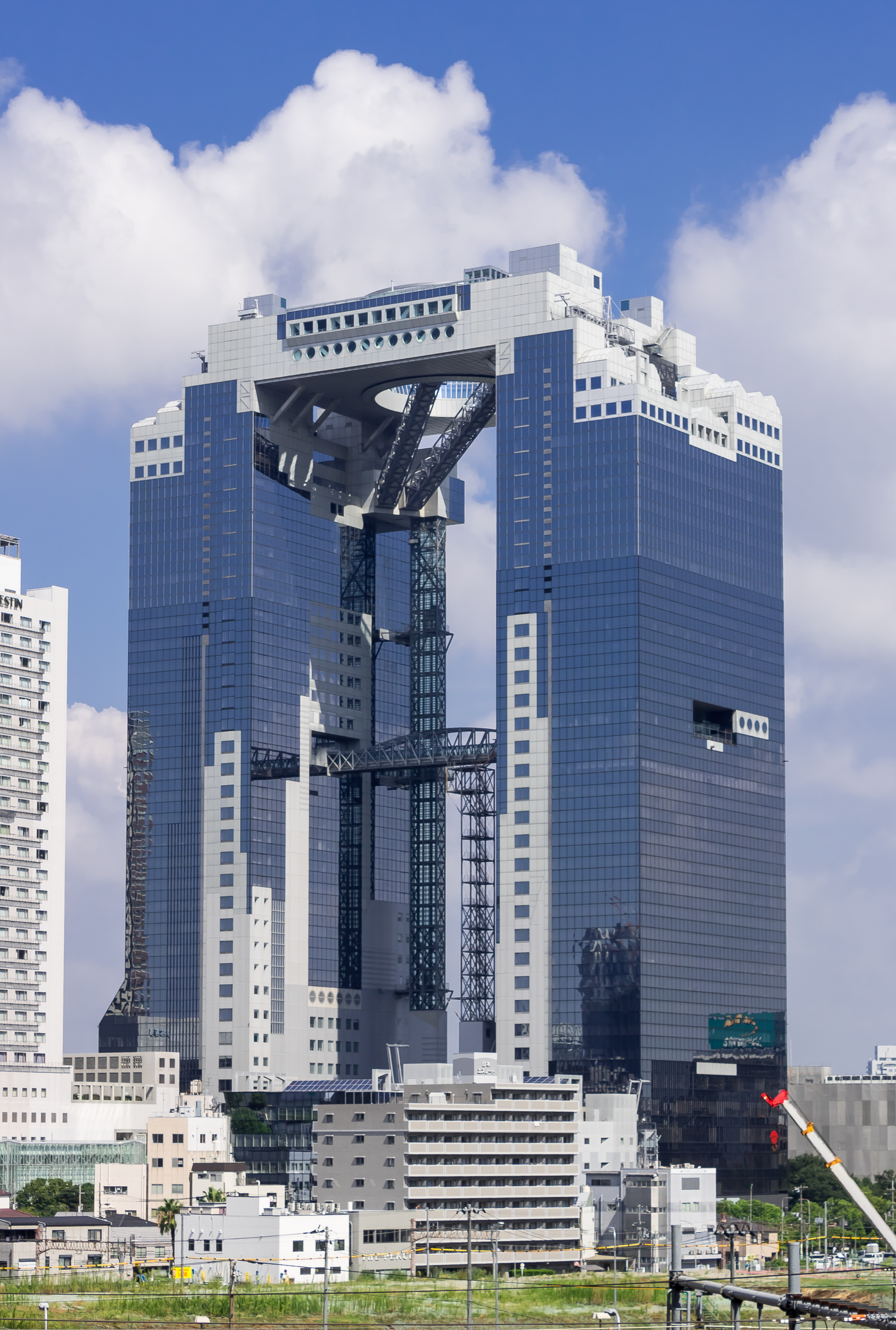
Umeda Sky Building et Westin Ōsaka

## Transports
Le quartier d'Umeda comprend sept gares et est traversé par trois lignes de métro.
- JR West
  - Gare JR Osaka
  - Gare JR Kitashinchi
- Lignes Hankyu
  - Gare Hankyu Umeda
- Lignes Hanshin
  - Gare Hanshin Umeda
- Métro d'Osaka
  - Ligne Midōsuji : station Umeda M16
  - Ligne Tanimachi : station Higashi-Umeda T20
  - Ligne Yotsubashi : station Nishi-Umeda Y11

## Commerces

### Grands magasins
Le quartier d'Umeda comprend de nombreux grands magasins :
- Hankyu
- Hanshin
- Daimaru
- Herbis
- Yodobashi Camera

### Grands hôtels
- Ritz-Carlton
- Hilton
- Hotel Monterey
- Hearton Hotel
- Westin
- InterContinental